# 1941 chez Disney
Cet article présente la liste des évènements de la Walt Disney Productions ayant eu lieu en 1941.

## Événements

### Janvier
- 10 janvier 1941, Sortie du Donald Duck Donald bûcheron[1]
- 24 janvier 1941, Sortie du Pluto Le Camarade de Pluto[2]

### Février
- 14 février 1941, Sortie du Mickey Mouse Le Tourbillon[3]

### Mars
- 7 mars 1941, Sortie du Donald Duck La Poule aux œufs d'or[4]
- 28 mars 1941, Sortie du Pluto Pluto majordome[5]
- 28 mars 1941, Décès de Albert Hurter (animateur) à Los Angeles (Californie)[6]

### Avril
- 18 avril 1941, Sortie du Dingo Attention fragile[7]

### Mai
- 9 mai 1941, Sortie du Donald Duck Donald à la kermesse[8]
- 30 mai 1941, Sortie du Pluto Mickey et Pluto golfeurs[9]

### Juin
- 20 juin 1941,
  - Sortie du Mickey Mouse Les Années 90[10]
  - Sortie du film Le Dragon récalcitrant[11],[12],[13]

### Juillet
- 11 juillet 1941, Sortie du Donald Duck Bonne nuit Donald[14]

### Août
- 1er août 1941, Sortie du Donald Duck Donald garde-champêtre[15]
- 12 août 1941, Sortie du Mickey Mouse Mickey bienfaiteur[16] (ou 22 août)
- 17 août 1941, Walt Disney et quelques-uns de ses animateurs s'envolent pour l'Amérique latine[17]
- 22 août 1941, Sortie du Mickey Mouse Mickey bienfaiteur[18] (ou 12 août)

### Septembre
- 12 septembre 1941, sortie du Donald Duck Donald fermier[19]
- 12 septembre 1941, après quelques semaines de fermeture pour plusieurs raisons (grève, finance) le studio Disney rouvre ses portes[20].

### Octobre
- 3 octobre 1941, Sortie du Pluto Tends la patte[21]
- 10 octobre 1941, Première de Pinocchio au Canada[22]
- 23 octobre 1941, Première mondiale du film Dumbo aux États-Unis[23],[24],[25],[26]

### Novembre
- 14 novembre 1941, Sortie du Dingo Leçon de ski[27]
- 19 novembre 1941, Sortie du court métrage The Thrifty Pig[28]

### Décembre
- 5 décembre 1941, sortie du Donald Duck Donald cuistot[29]
- 12 décembre 1941, sortie du court métrage Seven Wise Dwarves[30]
- 16 décembre 1941, sortie du Donald Duck Donald et son arbre de Noël[31]
- 25 décembre 1941, sortie du Dingo Dingo champion de boxe[32]